# Marcel De Pauw
Marcel De Pauw (Ursel, 6 mei 1913 – Gentbrugge, 26 juli 1963) was een Belgisch componist en dirigent.
Hij doorliep het Grieks-Romeins humaniora van het St Vincentiuscollege in Eeklo en kreeg daar van Jules Verhasselt tevens les op viool en piano. Hij trok naar Leuven om er tandheelkunde te studeren, maar volgde er ook als privéleerling lessen in contrapunt en fuga bij Georges D'Hoedt, toen directeur aan het Leuvens conservatorium. Hij kreeg in die stad een 80-koppig mannenkoor van de grond, waarmee hij in binnen- en buitenland uitvoeringen gaf. Om dat koor te begeleiden startte hijzelf ook een symfonieorkest op, dat bestond uit studenten. Na de studie tandheelkunde vestigde hij zich in 1938 als tandarts te Gent, maar bleef muziek studeren. Hij studeerde in eigen tijd harmonieleer, contrapunt, fuga en orkestratie bij onder andere Lieven Duvosel. Dit zou mede hebben geleid tot de oprichting van de Gentse Oratoriumvereniging, waarvan hij van 1948 tot 1962 leider was. Het Vlaamse koor zou enige tijd zijn stempel drukken op het Gentse en Vlaamse muziekleven drukken met bijvoorbeeld optredens voor de NIR. Er volgden ook plaatopnamen met onder andere in 1953 een album met Vlaamse zang en muziek (Flemish choral music). In 1962 ging zijn gezondheid dermate achteruit, dat hij geen leiding meer kon geven aan repetities.
Onder zijn composities bevinden zich een Pianoconcert en een Romantische suite voor groot orkest opgebouwd uit Lied van verlangen, Droevig lied en Lied van Blijheid. Dit werd aangevuld met liederen, koorwerken etc.